# TIME/タイム
『TIME/タイム』（原題: In Time）は、2011年のアメリカ合衆国のSFスリラー映画である。製作、脚本、監督はアンドリュー・ニコルが務め、ジャスティン・ティンバーレイク、アマンダ・サイフリッドが時間を主要な通貨として使用する社会の住人として主演している。原題は当初『Now』、『I'm.mortal』であった。

## ストーリー
人類が遺伝子操作により25歳から老いなくなった近未来。人々は通貨の代わりに自分の「時間」を支払いに当てて暮らしている。富裕層は永遠の命(時間)を謳歌するが、貧困層はギリギリの日当(時間)しか得られず、腕に表示されるカウントが0になった死体が道端に転がっているのが日常だった。
スラム育ちのウィルは、見た目は25才の母親の50才の誕生日を祝うために工場勤務に励んだが、物価は上がり続け、日当(時間)は減る一方だった。仕事帰りに寄ったバーで、腕のカウントが100年以上もある「金持ち」のハミルトンが言われるがままに酒を奢る場面に遭遇するウィル。スラ厶でそんな真似をすればギャングに襲われ時間どころか命まで奪われるのは必定だ。案の定ギャングが現れ、ハミルトンを連れて逃げるウィル。 
逃げ込んだ空き倉庫で実は100才を超えていると打ち明けるハミルトン。彼は永遠の命(時間)が保証される富裕層の生活に疲れ切った男だった。スラ厶の物価や税金が上がり続けるのは、貧困層の人々をカウント0に追い込んで死なせ、人口爆発を防ぐためだとウィルに教えるハミルトン。 
明け方、仮眠しているウィルに自分の100年超を移したハミルトンは、「無駄にするな」と書き残して川に投身自殺した。100年あれば母親とマシな暮らしが出来ると思うウィル。だが、支払いや急な料金値上げで「時間」が足りなくなった母親は、ウィルの目の前でカウントが切れ死亡した。 
ハミルトンの遺体を川から引き上げ、ウィルが時間を奪って殺したと推測する時間監視局のレオン。一方のウィルは身なりを整え、富裕層が住む都市ニュー・グリニッチに乗り込んだ。貧困層のために儲けようと大富豪のワイスにポーカーの勝負を挑み、1000時間を勝ち取るウィル。そこへレオンが現れ逮捕されかけたウィルは、ワイスの娘のシルビアを人質にして逃げ出した。 
冒険をせず、ただ贅沢に生きるだけの富裕層の生活に飽き飽きし、ワイルドなウィルに惹かれて行くシルビア。父親の資産を貧困層に配るというウィルの計画に賛同したシルビアは、ウィルと共に父親の銀行に強盗に入った。 
いくら貧困層に還元しても、たかが知れていると落ち込むウィル。父親と対峙することを決意したシルビアは、ウィルと共に銀行本社に乗り込み、父親を人質に取って100万年の預金(時間)を奪い取った。 
逃亡したウィルとシルビアをパトカーで追う監視局のレオン。追い詰められたウィルたちは持ち時間も数十秒となり死を覚悟した。しかし、監視局からの日当(時間)を受け取り忘れたレオンは絶命し、ウィルたちは代わりにパトカーからレオンの時間をチャージすることで生き延びた。 
100万年分の時間の拡散でシステムが崩壊して行く現行の格差社会。さらなる改革を目指すウィルとシルビアは、巨大銀行の襲撃に向かった。

## キャスト
| 役名                               | 俳優                             | 日本語吹替        | 日本語吹替             |
| 役名                               | 俳優                             | 劇場公開版        | BS10スターチャンネル版 |
| ---------------------------------- | -------------------------------- | ----------------- | ---------------------- |
| ウィル・サラス                     | ジャスティン・ティンバーレイク   | 浪川大輔          | 浪川大輔               |
| シルヴィア・ワイス                 | アマンダ・サイフリッド           | 篠田麻里子        | 折井あゆみ             |
| タイムキーパー・レイモンド・レオン | キリアン・マーフィー             | 内田夕夜          | 加瀬康之               |
| フォーティス                       | アレックス・ペティファー         | 杉山大            | 佐藤せつじ             |
| フィリップ・ワイス                 | ヴィンセント・カーシーザー       | 緑川光            | 平川大輔               |
| レイチェル・サラス                 | オリヴィア・ワイルド             | 魏涼子            | 甲斐田裕子             |
| ヘンリー・ハミルトン               | マット・ボマー                   | 小松史法          | 坂詰貴之               |
| ボレル                             | ジョニー・ガレッキ               | 明平鉄平          | 伊藤健太郎             |
| タイムキーパー・イェーガー         | コリンズ・ペニー                 | 勝杏里            | 小野寺悠貴             |
| マイア                             | シャイロー・ウーストウォルド     | 羽飼まり          | 陶山恵実里             |
| シチズン                           | コリン・マガーク                 |                   |                        |
| ユリス                             | ウィル・ハリス                   | かぬか光明        | 武田太一               |
| ナーディン                         | マイケル・ウィリアム・フリーマン |                   |                        |
| ウェブ                             | ジェシー・リー・ソファー         | 白石充            | 宮崎遊                 |
| ベル                               | アーロン・ペリロ                 |                   |                        |
| エクマン                           | ニック・ラシャウェイ             |                   |                        |
| ピエール                           | ウィル・ペルツ                   | 佐藤芳洋          | 須田祐介               |
| ヴィクタ                           | レイ・サンティアゴ               |                   |                        |
| パシャ                             | スレイカ・シルバー               |                   | 木村香央里             |
| サジータ                           | ローラ・アシュレイ・サミュエルズ | 長尾雅世          |                        |
| コルバー                           | ブレンダン・ミラー               | 石上裕一          | 宮崎遊                 |
| ラドー                             | ラ・モンド・バード               | 菊本平            | 武田太一               |
| グレタ                             | ヤヤ・ダコスタ                   | 平田絵里子        | 種市桃子               |
| ルイス                             | マクシミリアン・オシンスキー     | 松尾大亮          | 白石兼斗               |
| タイムキーパー・コース             | トビー・ヘミングウェイ           | 森田成一          | 丹羽正人               |
| レイラ                             | メリッサ・オードウェイ           | 平野夏那子        | 木村香央里             |
| ロス                               | アビ・シンハ                     | 逢笠恵祐          |                        |
| コンスタンティン                   | イーサン・ペック                 | 金光宣明          | 星祐樹                 |
| カルロ                             | ジェルマーノ・サルディーニャ     | 岡哲也            | 斎藤寛仁               |
| カーラ                             | エマ・フィッツパトリック         | 行成とあ          | 山口立花子             |
| ジラール                           | アダム・ジャマル・クレイグ       | 三宅貴洋          | 中村源太               |
| ミシェル・ワイス                   | ベラ・ヒースコート               |                   |                        |
| クララ                             | サーシャ・ピヴォヴァロヴァ       |                   |                        |
| レビ神父                           | オーガスト・エマーソン           | 金野潤            |                        |
| マーカス                           | クリス・レムシュ                 |                   |                        |
| カレラ                             | レイチェル・ロバーツ             | 庄司宇芽香        | 杏寺円花               |
| ジャスミン                         | クリスチャン・カステヤノス       | 杉森多恵子        |                        |
| オリス                             | ジェフ・スターロン               | 東正実            |                        |
| エデゥアール                       | ジェシカ・パーカー・ケネディ     | 中司ゆう花        | 木村香央里             |
| モーザー                           | マット・オリアリー               |                   |                        |
| 日本語版スタッフ                   |                                  |                   |                        |
| 演出                               | 演出                             | 中野洋志          | 宇出喜美               |
| 翻訳                               | 翻訳                             | 高山美香          | 高山美香               |
| 調整                               | 調整                             | 菊池悟史 有木秀明 | 高義和                 |
| 制作                               | 制作                             | ACクリエイト      | ブロードメディア       |
| 初回放送                           | 初回放送                         | N/A               | 2025年1月31日          |

### 吹替にまつわるエピソード
- 劇場公開版ではシルヴィア役でAKB48のメンバーである篠田麻里子が声優に初挑戦したが、視聴者からの評判は芳しくなく、現在でも批判にさらされることが多い[8]。
- BS10スターチャンネル版でシルヴィア役にキャスティングされた折井あゆみは本職の声優だが、篠田と同じくAKB48の元メンバーである[9]。

## 製作
2010年7月12日、アマンダ・サイフリッドが本作の主役にオファーされていることが報じられた。同月27日、ジャスティン・ティンバーレイクも主役にオファーされた。8月9日、キリアン・マーフィーの出演も明らかになった。
2010年10月28日に撮影風景の写真が初めて公開された。20世紀フォックスとニュー・リージェンシー・プロダクションズが配給し、マーク・エイブラハムとエリック・ニューマンのストライク・エンターテインメントが製作する。
撮影監督はベテランのロジャー・ディーキンスが務めるが、彼がデジタルで撮影するのは本作が初めてである。

## 盗作問題
2011年9月15日、『ハリウッド・リポーター』誌は本作がハーラン・エリスンの1965年の短編『「悔い改めよ、ハーレクィン！」とチクタクマンは言った』に基づいているとして、エリスン側が公開の中止を要求していると報じた。その後、エリスンは自身の名をクレジットに入れるよう要求を変更したが、本作を見たのちに告訴を取り下げた。

## 評価
Rotten Tomatoesでは137件のレビュー中、支持率は39%で、平均点は10点満点で5.2点となった。Metacriticは36件のレビューでポジティヴなものが15件、どちらともいえないものが17件、ネガティヴなものが4件であり、平均点は100点満点で53点となった。CinemaScoreによる観客調査によると、AからFまでの範囲で「Bマイナス」評定であった。

### 興行収入
公開初週末に1200万ドルを売り上げ、『長ぐつをはいたネコ』、『パラノーマル・アクティビティ3』（公開2週目）に次いで3位となった。